# Scapulaseius hapoli
Scapulaseius hapoli är en spindeldjursart som först beskrevs av Gupta 1986.  Scapulaseius hapoli ingår i släktet Scapulaseius och familjen Phytoseiidae. Inga underarter finns listade i Catalogue of Life.